# 연수 푸르지오
연수 푸르지오(영어: Yeonsu Prugio)는 대한민국 인천광역시 연수구 연수동에 위치한 4단지 규모의 초고층 고급 아파트 단지이다. 2008년에 착공하여 2011년에 완공하였고 같은 해 6월에 개장하였다.
아파트의 위치가 다르다는 점이 있다. 1단지, 2단지, 3단지는 연수동에 위치하고 있고 4단지는 연수동이 아닌 청학동에 위치하고 있다.

## 역사
대우건설이 43층 주상복합 아파트를 공급한다고 2008년 6월 27일에 공개했다. 이후 아파트와 오피스텔 분양이 완료되었다. 2009년에는 연수 푸르지오 상가 분양을 한다고 한다. 이후 분양이 완료되었다. 2008년에 착공하였고 2011년에 점등식 이후 완공하였다. 이렇게 해서 연수동에서 가장 높은 건물이 완성되었다. 같은 해인 6월에 개장하였다. 2012년 오피스텔 특별분양이 완료되었다.

## 구성
다음은 연수 푸르지오의 단지 구성이다.
| 동 명칭     | 층수 | 높이 |
| ----------- | ---- | ---- |
| 1단지 101동 | 43층 | 180m |
| 2단지 201동 | 39층 | 129m |
| 3단지 301동 | 25층 | 84m  |
| 3단지 302동 | 25층 | 84m  |
| 4단지 401동 | 27층 | 88m  |
| 4단지 402동 | 26층 | 88m  |

## 높이
연수 푸르지오 101동은 연수동에서 가장 높은 건물이다. 최고층은 43층, 최고 높이는 180m이다. 3단지 301동, 302동은 연수 푸르지오에서 낮은 건물이다. 지상은 26층, 높이는 88m로 구성되어 있다. 최고 43층의 연수 푸르지오는 연수지구에서 최고층 높이를 자랑한다. 

## 특징
아파트, 오피스텔 단지마다 다르다. 높은 건물이 보이면 1단지 101동이고 낮은 건물이 보이면 3단지 301동과 302동이다. 저층에는 오피스텔이 있고 높은 층에는 아파트가 있다. 아파트는 총 100세대 이상으로 구성되어 있다. 1단지 아파트는 117세대, 오피스텔 60세대로 구성되어있고 2단지 아파트는 110세대, 오피스텔 72세대로 구성되어있고 3단지 아파트는 102세대, 오피스텔 38세대로 구성되어있고 4단지 아파트는 107세대, 오피스텔 48세대로 구성되어있다.
거실에는 대형신발장, 거실 아트월, 대형 우물천장이 있고 대형신발장에는 침실에는 안방 파우더장, 안방 드레스룸 시스템장, 침실 바닥이 있고 부엌에는 고품격 대형주방, 천연석, 주방 상판, 엔지니어드 스톤 주방 상판이 있고 화장실에는 욕실, 상부장 및 선반, 욕실 하부장, 부부욕실이 있다.
로비에는 안내데스크가 있고 1층에는 엘리베이터 홀이 있고 1~2단지 주변에는 나무가 있고 2단지 2층에는 골프장이 있다.

## 내부 시설

### 1단지
| 층수                | 용도       |
| ------------------- | ---------- |
| 31층 ~ 43층         | 아파트     |
| 30층                | 피트       |
| 13층 ~ 29층         | 아파트     |
| 3층 ~ 12층          | 오피스텔   |
| 2층                 | 상가       |
| 1층                 | 로비       |
| 지하 5층 ~ 지하 1층 | 지하주차장 |

### 2단지
| 층수                | 용도       |
| ------------------- | ---------- |
| 12층 ~ 39층         | 아파트     |
| 3층 ~ 11층          | 오피스텔   |
| 2층                 | 상가       |
| 1층                 | 로비       |
| 지하 5층 ~ 지하 1층 | 지하주차장 |

### 3단지
| 층수                | 용도       |
| ------------------- | ---------- |
| 8층 ~ 25층          | 아파트     |
| 4층 ~ 7층           | 오피스텔   |
| 2층 ~ 3층           | 상가       |
| 1층                 | 로비       |
| 지하 5층 ~ 지하 1층 | 지하주차장 |

### 4단지

#### 401동
| 층수                | 용도       |
| ------------------- | ---------- |
| 8층 ~ 27층          | 아파트     |
| 3층 ~ 7층           | 오피스텔   |
| 2층                 | 상가       |
| 1층                 | 로비       |
| 지하 5층 ~ 지하 1층 | 지하주차장 |

#### 402동
| 층수                | 용도       |
| ------------------- | ---------- |
| 8층 ~ 26층          | 아파트     |
| 3층 ~ 7층           | 오피스텔   |
| 2층                 | 상가       |
| 1층                 | 로비       |
| 지하 5층 ~ 지하 1층 | 지하주차장 |

## 같이 보기
- 대한민국의 마천루 목록
- 인천광역시의 마천루 목록